# Täferrot
Täferrot är en kommun och ort i Ostalbkreis i regionen Ostwürttemberg i Regierungsbezirk Stuttgart i förbundslandet Baden-Württemberg i Tyskland.
Kommunen ingår i kommunalförbundet Schwäbischer Wald tillsammans med kommunerna Durlangen, Mutlangen, Ruppertshofen och Spraitbach.